# Hydriomena morelosia
Hydriomena morelosia är en fjärilsart som beskrevs av William Schaus 1922. Hydriomena morelosia ingår i släktet Hydriomena och familjen mätare. Inga underarter finns listade i Catalogue of Life.